# Klebl

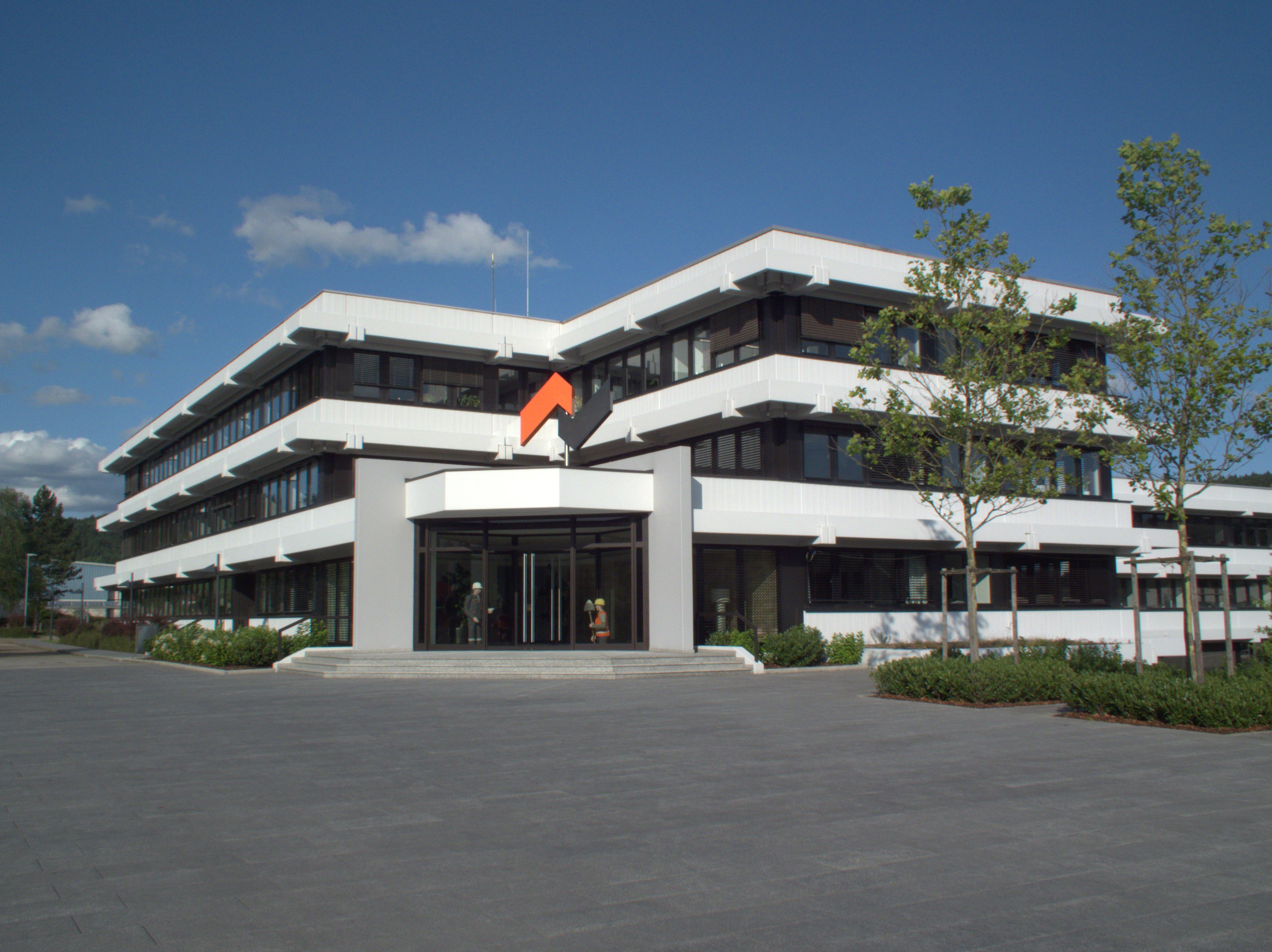
Verwaltung der Fa. KLEBL in Neumarkt

Die Unternehmensgruppe KLEBL aus Neumarkt in der Oberpfalz in Bayern ist ein mittelständisches bundesweit agierendes Bauunternehmen mit den Kompetenzfeldern Bau, konstruktive Betonfertigteile und Handel mit Baustoffen. Die Michael Klebl GmbH & Co. KG ist Obergesellschaft der Unternehmen der Firmengruppe Klebl.
Mit sechs Betonfertigteilwerken in Deutschland und über 1.300 Mitarbeiterinnen und Mitarbeitern liegt der Fokus auf mittleren und großen Bauprojekten im Wirtschaftsbau.
1890 von Heinrich Klebl gegründet, wird die Unternehmensgruppe heute in der fünften Generation als Familienbetrieb geführt.

## Geschichte
1890 macht sich Heinrich Klebl mit 28 Jahren nach bestandener Maurermeisterprüfung in Neumarkt i.d.OPf. selbständig und gründet ein Baugeschäft. Sind es anfangs noch kleinere An- und Umbauten, geht es im kleinen Betrieb bis zum Ersten Weltkrieg stetig aufwärts.
Heinrich Klebl übergibt 1920 an seinen Sohn Michael. Der Betrieb beschäftigt im Jahresdurchschnitt 25 Mitarbeiter. Die unstete Zeit, das Auf und Ab mit Inflation und Weltwirtschaftskrise zeigt sich auch in der Entwicklung des Baugeschäfts.
1940 erkrankt Michael Klebl schwer, beide Söhne sind im Kriegseinsatz, der jüngere Sohn, der den Betrieb übernehmen will, kehrt nicht nach Hause zurück.
Der ältere Sohn Heinrich kommt 1945 nach kurzer Gefangenschaft zurück. Mit gerade mal 24 Jahren macht er sich daran, den Betrieb wieder aufzurichten. Schwerste Kriegszerstörungen in Neumarkt sind ein breites Betätigungsfeld.
Heinrich Klebl verstirbt 1968 nach kurzer Krankheit und mit ihm der Kopf des Unternehmens, das zu dieser Zeit mit ca. 500 Mitarbeiterinnen und Mitarbeitern rund 15 Mio. € umsetzt. Seine Ehefrau Christine führt den Betrieb mit erfahrenen Mitarbeitern fort. Die Söhne Werner und Heinrich Klebl werden schon bald beteiligt.
Mit dem Bau eines Stahlbetonfertigteilwerks in Neumarkt wird 1970 der Grundstein des heutigen Kerngeschäftsfelds gelegt. Der Betrieb entwickelt sich stetig vorwärts.
Nach dem Studium übernehmen 1976 Werner und Heinrich Klebl in vierter Generation Führungsaufgaben im Unternehmen. Hochbau, Tiefbau, Ingenieurbau, Stahlbetonfertigteile und Baustoffe sind zu dieser Zeit das Spektrum.
Mit Niederlassungen in Sachsen und Sachsen-Anhalt erweitert 1991 KLEBL sein regionales Tätigkeitsfeld. 1992 wird von der Treuhandanstalt mit den Gröbziger Betonwerken ein großes Fertigteilwerk übernommen.
Die Unternehmensgruppe erhält 2002 eine Holding-Struktur. Nach und nach werden weitere Fertigteilwerke übernommen und zu einem flächendeckenden Netz gebündelt: 2002 Penning bei Rotthalmünster in Niederbayern, 2005 Frankenförde bei Berlin, 2006 Gönnern in Nordhessen und 2009 Rinteln in Niedersachsen.
Anfang 2023 wurde die Spedition Diepold in Batzhausen übernommen. Sie fährt man nun unter dem Firmennamen Klebl Transport GmbH.

## Produkte und Dienstleistungen
Den Schwerpunkt der Angebotspalette bilden schlüsselfertige Projekte im Wirtschaftsbau mitsamt Innenausbau und Außenanlagen in Fertigteilbauweise aus Stahlbeton. Dabei plant und realisiert KLEBL die Bauvorhaben als Generalunternehmer gemeinsam mit den Kunden auf Wunsch vom ersten Entwurf bis zur Schlüsselübergabe. Das Leistungsspektrum umfasst neben Verwaltungs-, Logistik- und Produktionsgebäuden, auch Einrichtungshäuser, Verbrauchermärkte, Stadien und Parkhäuser. Darüber hinaus ist KLEBL in der Region Neumarkt mit dem KLEBL Bauzentrum, dem OBI-Baumarkt in Neumarkt und dem KLEBL Hausbau vertreten.
Sechs Betonfertigteilwerke an den Standorten Neumarkt, Penning (Niederbayern), Gönnern (Hessen), Rinteln (Niedersachsen), Gröbzig (Sachsen-Anhalt) und Frankenförde (Brandenburg) stellen auf zusammen rund 100.000 m² Hallenfläche konstruktive Fertigteile aus Stahl- und Spannbeton her. Die miteinander vernetzt gesteuerten Produktionsanlagen sind ausgelegt auf Einzelteile bis 100 t und 50 Meter Länge.

## Betriebsstätten in Deutschland
- Firmenzentrale mit Fertigteilwerk Neumarkt
- Fertigteilwerk Gönnern
- Fertigteilwerk Gröbzig
- Fertigteilwerk Penning
- Fertigteilwerk Frankenförde
- Fertigteilwerk Rinteln
- Bauzentrum Neumarkt
- Hausbau Neumarkt
- OBI-Baumarkt Neumarkt